# Thomas Lupo
Thomas Lupo (getauft 7. August 1571 in London; † Dezember 1627 ebenda) war ein englischer Komponist des späten  elisabethanischen Zeitalters an der Schwelle zum Barock. Neben Orlando Gibbons, John Cooper und Alfonso Ferrabosco dem Älteren prägte er die Musik für die Viola da gamba und das Gambenconsort.

## Leben
Lupo entstammte einer Familie, die seit mehreren Generationen Musiker hervorgebracht hatte. Sein Vater Joseph war als Streichinstrumentenspieler von Venedig über Antwerpen nach London gekommen, Thomas Lupo wurde wahrscheinlich dort geboren. 1588 trat er der Hofkapelle Elisabeths I. bei; sein Dienst wurde allerdings erst 1591 entlohnt. Lupo blieb für den Rest seines Lebens in den Diensten des Königshauses. Während des jakobinischen Zeitalters diente er ab 1610 dem Prinzen Henry, ab 1617 dem Prinzen Karl.

## Werk
Lupo war einer der prägenden Komponisten für die englische Gambenmusik des 17. Jahrhunderts. Dazu schuf er geistliche Vokalmusik. Er hat vermutlich eine größere Anzahl von Werken komponiert, von denen jedoch keine mehr erhalten sind. Viele Kompositionen dieser Zeit für die King’s Musick werden Lupo zugeschrieben.
Ein Großteil seiner zwei- bis sechsstimmigen Gambenwerke beruhte auf seiner früheren Beschäftigung am Hof des Prinzen Karl. Viele dieser Stücke nutzen Kontrapunkt- und Stimmführungstechniken des italienischen Madrigals, vor allem die fünf- und sechsstimmigen Werke. Lupo imitierte den Stil von Luca Marenzio, dessen Kompositionen durch Nicholas Yonges Sammlung Musica transalpina (1588) das Madrigal in England bekannt gemacht hatten.
Seine drei- und vierstimmige Consortmusik ist eigenständiger, sie schreibt oft ungewöhnliche Besetzungen vor wie z. B. drei Bass- oder drei Diskantstimmen. Bei einigen der Consortwerke ist eine Orgelbegleitung vorgesehen. Daneben komponierte Lupo zahlreiche Fantasien – zwölf sechsstimmige, 35 fünfstimmige, 13 vier- und 24 dreistimmige – und eine Reihe von Tänzen wie Pavanen, Galliarden und Allemanden. Einige der Fantasien sind Transkriptionen italienischer Madrigale.

## Werkliste

### Vokalmusik
Mit der Ausnahme seiner zwei Lieder für The Lord Hayes Maske von 1607, ist eine exakte Datierung nicht möglich; die Vokalwerke müssen allerdings vor dem Tod des Kopisten Francis Tregian (1574–1619) geschrieben worden sein. Die Anthems wurden vermutlich für die Chapel Royal geschrieben, die anderen Werke für private Haushalte. Nummerierung und Titel folgen der Ausgaben durch Richard Charteris, daher hier mit „RC“ eingeleitet.

#### Motetten
(für zwei Soprane, Alt, Tenor, Bass)
- RC-1: Heu mihi Domine
- RC-2: Jerusalem plantabis vineam
- RC-3: Miserere mei, Domine
- RC-4: Miserere mei, Domine
- RC-5: O vos omnes
- RC-6: Salva nos, Domine

#### Anthems
(meist für zwei Soprane, Alt, Tenor, Bass)
- RC-1: O Lord give ear to my complaint (vierstimmig: Sopran, Alt, Tenor, Bass)
- RC-2: Have merci upon me, O God (erster Teil)
- RC-3: For I knowledge my faults (zweiter Teil)
- RC-4: Hear my prayer, O Lord (Sopran, Sopran oder Alt, 2 Tenöre, Bass)
- RC-5: Out of the deep have I called unto thee
- RC-6: The cause of death is wicked sin (Sopran, Sopran oder Alt, 2 Tenöre, Bass)

#### Weltliche Vokalmusik
(bis auf das letzte: Für Stimme mit Tasteninstrument, oder mit Laute und Bassgambe)
- RC-1: Ayre: Daphnis came on a summers day
- RC-2: Masque Song: Shows and nightly revels
- RC-3: Masque Song: Time that leads
- RC-4: Englisches Madrigal: Ay me, can love and beauty so conspire (zwei Soprane, Alt, zwei Tenöre, Bass)

### Instrumentalmusik
Auch diese Liste basiert auf den Arbeiten von Richard Charteris. „VdGS“ gibt die Zählung der britischen Viola da Gamba Society. Die Tonart wurde aufgrund von Vorzeichnung und Schlussakkord der verwendeten Ausgabe festgestellt. Es wurde keine Unterscheidung in Alt- und Tenorgambe vorgenommen.
Bei den Fantasien unterscheidet der Herausgeber jeweils einen älteren und einen neueren Typ; letzteren kennzeichnete er durch Zusatz von „[Air]“ zum Titel. Diese neueren Fantasien enthalten deutlich homophone Passagen und tanzartige Abschnitte, enthalten immer zwei Stimmen im Violinschlüssel (die möglicherweise auch schon für Violinen gedacht waren) und nehmen damit schon Elemente der späteren Triosonate voraus.

#### Zwei Duos für zwei Gamben
(für zwei Diskantgamben)
- RC-1 (VdGS 1): Duo 1
- RC-2 (VdGS 2): Duo 2

#### 29 Werke für drei Gamben
Siebzehn Fantasien
- RC-1 (VdGS 2): Fantasia 1 g-dorisch für Diskant-, Alt-, Bassgambe
- RC-2 (VdGS 3): Fantasia 2 g-dorisch für Diskant-, Alt-, Bassgambe
- RC-3 (VdGS 4): Fantasia 3 d-dorisch für Diskant- und zwei Altgamben
- RC-4 (VdGS 5): Fantasia 4 G-Dur für zwei Diskant- und Altgambe
- RC-5 (VdGS 6): Fantasia 5 G-Dur für zwei Diskant- und Altgambe
- RC-6 (VdGS 8): Fantasia 6 G-Dur für zwei Diskant- und Altgambe
- RC-7 (VdGS 9): Fantasia 7 d-dorisch für zwei Diskant- und Bassgambe
- RC-8 (VdGS 10): Fantasia 8 d-dorisch für Diskant-, Alt-, Bassgambe
- RC-9 (VdGS 11): Fantasia 9 F-Dur für Diskant-, Alt-, Bassgambe
- RC-10 (VdGS 12): Fantasia 10 F-Dur für Diskant-, Alt-, Bassgambe
- RC-11 (VdGS 13): Fantasia 11 F-Dur für Diskant-, Alt-, Bassgambe
- RC-12 (VdGS 14): Fantasia 12 F-mixolydisch für Diskant-, Alt-, Bassgambe
- RC-13 (VdGS 15): Fantasia d-dorisch for 3 Treble violls (auch in g-dorisch für drei Altgamben)
- RC-14 (VdGS 22): Fantasia 14 d-dorisch für Diskant- und zwei Altgamben (auch in g-dorisch für zwei Alt- und Bassgambe)
- RC-15 (VdGS 24): Fantasia 15 G-mixolydisch für zwei Diskant- und Altgambe
- RC-16 (VdGS 26): Fantasia 'd-dorisch for 3 Base violls
- RC-17 (VdGS 27): Fantasia 17 F-Dur für zwei Alt- und Bassgambe

Acht Airs für drei Streichinstrumente
(Der Titel Air wurde vom Herausgeber gewählt, um den stilistischen Unterschied zu den sicher älteren Fantasien 1 bis 17 hervorzuheben.)

(Für zwei Violinen oder Diskantgamben, sowie Bassgambe)
- RC-18 (VdGS 7): Air d-Moll
- RC-19 (VdGS 20): Air d-dorisch
- RC-20 (VdGS 16): Air d-dorisch
- RC-21 (VdGS 17): Air d-dorisch
- RC-22 (VdGS 18): Air d-dorisch
- RC-23 (VdGS 19): Air d-dorisch
- RC-24 (VdGS 21): Air C-mixolydisch
- RC-25 (VdGS 23): Air C-mixolydisch

Vier Pavanen
(für Diskant-, Alt- und Bassgambe)
- RC-26 (VdGS 1): Pavan Bb-Dur
- RC-27 (VdGS 2): Pavan Bb-Dur
- RC-28 (VdGS 3): Pavan g-Moll
- RC-29 (VdGS 4): Pavan g-Moll

#### Dreizehn Fantasien für vier Gamben
(VdGS führt sie unter den gleichen Nummern)
- RC-1: Fantasia 1 a-Moll für Diskant-, zwei Alt-, Bassgambe
- RC-2: Fantasia 2 a-Moll für Diskant-, zwei Alt-, Bassgambe
- RC-3: Fantasia 3 F-Dur für zwei Diskant-, Alt-, Bassgambe
- RC-4: Fantasia 4 C-mixolydisch für zwei Diskant-, Alt-, Bassgambe
- RC-5: Fantasia 5 [Air] d-dorisch für zwei Diskant-, Alt-, Bassgambe
- RC-6: Fantasia 6 [Air] d-dorisch für zwei Diskant-, Alt-, Bassgambe
- RC-7: Fantasia 7 [Air] D-mixolydisch für zwei Diskant-, Alt-, Bassgambe
- RC-8: Fantasia 8 F-Dur für zwei Diskant-, Alt-, Bassgambe
- RC-9: Fantasia 9 C-mixolydisch für zwei Diskant- und zwei Bassgamben
- RC-10: Fantasia 10 C-mixolydisch für zwei Diskant- und zwei Bassgamben
- RC-11: Fantasia 11 [Air] C-mixolydisch für zwei Diskant-, Alt-, Bassgambe
- RC-12: Fantasia 12 [Air] C-mixolydisch für zwei Diskant-, Alt-, Bassgambe
- RC-13: Fantasia 13 [Air] G-Dur für zwei Diskant-, Alt-, Bassgambe

#### 35 Fantasien für fünf Gamben
(Meist für zwei Diskant-, zwei Alt-, Bassgambe)
- RC-1 (VdGS 11): Fantasia
- RC-2 (VdGS 12): Fantasia
- RC-3 (VdGS 13): Fantasia
- RC-4 (VdGS 14): Fantasia
- RC-5 (VdGS 8): Fantasia
- RC-6 (VdGS 6): Fantasia
- RC-7 (VdGS 7): Fantasia
- RC-8 (VdGS 10): Fantasia
- RC-9 (VdGS 1): Fantasia
- RC-10 (VdGS 3): Fantasia
- RC-11 (VdGS 4): Fantasia
- RC-12 (VdGS 2): Fantasia
- RC-13 (VdGS 29): Che fia lasso di me
- RC-14 (VdGS 19): Ardo
- RC-15 (VdGS 19): Seconda parte
- RC-16 (VdGS 9): Alte parole
- RC-17 (VdGS 30): [Fantasia]
- RC-18 (VdGS 30): [Fantasia]
- RC-19 (VdGS 5): Il vago
- RC-20 (VdGS 15): Fantasia
- RC-21 (VdGS 31): [Fantasia]
- RC-22 (VdGS 18): Io moriro
- RC-23 (VdGS 32): [Fantasia]
- RC-24 (VdGS 20): Fantasia (zwei Diskant-, Alt-, zwei Bassgamben)
- RC-25 (VdGS 21): Fantasia
- RC-26 (VdGS 22): Fantasia
- RC-27 (VdGS 23): Fantasia
- RC-28 (VdGS 24): Fantasia (zwei Diskant-, Alt-, zwei Bassgamben)
- RC-29 (VdGS 25): Fantasia (zwei Diskant-, Alt-, zwei Bassgamben)
- RC-30 (VdGS 26): Fantasia (Diskant-, drei Alt-, Bassgambe)
- RC-31 (VdGS 27): Fantasia (zwei Diskant-, Alt-, zwei Bassgamben)
- RC-32 (VdGS 28): Fantasia
- RC-33 (VdGS 16): Fantasia (Diskant-, zwei Alt-, zwei Bassgamben)
- RC-34 (VdGS 17): Fantasia (Diskant-, zwei Alt-, zwei Bassgamben)
- RC-35 O che vezzosa

#### Zwölf Fantasien für sechs Gamben
(Je zwei Diskant-, Alt- und Bassgamben)
- RC-1: Fantasia 1 in d-dorisch
- RC-2: Fantasia 2 in d-dorisch
- RC-3: Fantasia 3 in a-Moll
- RC-4: Fantasia 4 in a-Moll
- RC-5: Fantasia 5 in a-Moll
- RC-6: Fantasia 6 in a-Moll
- RC-7: Fantasia 7 in a-Moll
- RC-8: Fantasia 8 in c-dorisch
- RC-9: Fantasia 9 in G-Dur
- RC-10: Fantasia 10 in e-dorisch
- RC-11: Fantasia 11 in G-Mixolydisch
- RC-12: Fantasia 12 in d-dorisch

Die Werke sind fast immer in mehreren Quellen enthalten, 15 der dreistimmigen Werke auch im Amsterdamer Druck von 1648: XX. Konincklycke FANTASIEN, / Om op 3 Fioolen de Gamba en ander Speel-tuigh / te grbruycken.